# 漢普頓 (新澤西州)
漢普頓（英語：Hampton）是位於美國新澤西州亨特登縣的自治市鎮。

## 人口
根據2020年美國人口普查的數據，漢普頓的面積為3.93平方千米，當中陸地面積為3.90平方千米，而水域面積為0.03平方千米。當地共有人口1438人，而人口密度為每平方千米366人。